# Afropia
『afropia』（アフロピア）は、小泉今日子の16作目のスタジオ・アルバム。1991年7月26日にビクター音楽産業から発売された。

## 概要
帯コピー：抱きしめると、ヒビが入ります。
同年5月に発売されミリオンセラーを記録した32枚目のシングル「あなたに会えてよかった」とカップリング曲「最後のkiss」が収録されている。楽曲制作には関口和之、藤井尚之、朝本浩文、藤原ヒロシ、JAGATARAのOTO、EBBYらが携わっている。
9月26日には、本作の発売を記念したライブ「Kyoko Koizumi afropia night '91」が日清パワーステーションで開催された。
11月21には、KOIZUMIX PRODUCTION作品の一つとして、本作から「Afropia」「君に届くかな？」の2曲を選曲しリミックスを施して収録した「OTO REMIX」が発売された。

### チャート成績
『Today's Girl』以来6年半ぶりとなるオリコンチャート1位を獲得、加えて初となる3週連続1位を達成した。

## 収録曲
| 全作詞: 小泉今日子（特記以外）。 |                              |                        |            |                                     |      |
| #                                | タイトル                     | 作詞                   | 作曲       | 編曲                                | 時間 |
| 1.                               | 「君はSunshine」(作詞：EBBY) | 小泉今日子（特記以外） | EBBY       | EBBY                                | 7:02 |
| 2.                               | 「夜を駆けぬけて」           | 小泉今日子（特記以外） | EBBY       | EBBY                                | 5:19 |
| 3.                               | 「あなたに会えてよかった」   | 小泉今日子（特記以外） | 小林武史   | 小林武史                            | 4:05 |
| 4.                               | 「プロセス」                 | 小泉今日子（特記以外） | 藤井尚之   | 宮崎泉・朝本浩文                    | 6:26 |
| 5.                               | 「Afropia」                  | 小泉今日子（特記以外） | OTO        | OTO                                 | 5:09 |
| 6.                               | 「あなたがいた季節」         | 小泉今日子（特記以外） | 鈴木祥子   | 白井良明 鈴木祥子(コーラスアレンジ) | 4:28 |
| 7.                               | 「最後のkiss」               | 小泉今日子（特記以外） | EBBY       | EBBY 村田陽一(ホーンアレンジ)       | 4:55 |
| 8.                               | 「Endless…」                 | 小泉今日子（特記以外） | 藤原ヒロシ | 藤原ヒロシ・工藤マサユキ            | 7:14 |
| 9.                               | 「休日の過ごし方」           | 小泉今日子（特記以外） | 藤原ヒロシ | 藤原ヒロシ・宮崎泉                  | 5:21 |
| 10.                              | 「君に届くかな？」           | 小泉今日子（特記以外） | OTO        | OTO                                 | 5:52 |
| 11.                              | 「風になりたい」             | 小泉今日子（特記以外） | 藤井尚之   | 宮崎泉・朝本浩文                    | 5:49 |
| 12.                              | 「海を見ていた」             | 小泉今日子（特記以外） | 関口和之   | ASA-CHANG & 唯一夜的楽団            | 5:25 |
| 合計時間:                        | 合計時間:                    | 合計時間:              | 合計時間:  | 67:11                               |      |

## 参加ミュージシャン
| 君はSunshine - Guitar：EBBY - Bass：角田順 - Keyboard：角田順 - Chorus：小泉今日子 夜を駆けぬけて - Guitar：EBBY - Bass：松永孝義 - Keyboard：朝本浩文 - Trombone：村田陽一 - Percussion：平ヶ倉良枝 - Chorus：小泉今日子 あなたに会えてよかった - Drums：小田原豊 - Bass：根岸孝旨 - Guitar：佐橋佳幸 - Keyboard：小林武史 - Chorus：佐橋佳幸、小泉今日子 プロセス - Programming：宮崎泉 - Keyboard：朝本浩文 - Guitar：EBBY Afropia - Programming：OTO - Conga, Shekere：ヤヒロトモヒロ - Trumpet：水江陽一郎 - Trombone：井上昇 - A. Sax：篠田昌巳 - Chorus：EBBY、篠田昌巳 - 影のギタオト MARTY ENDO、小泉今日子 あなたがいた季節 - Guitar：白井良明 - Bass：バカボン鈴木 - Keyboard：中西康晴 - Chorus：鈴木祥子 最後のkiss - Guitar：EBBY - Bass：松永孝義 - Trombone：村田陽一 - Trumpet：エリック宮城 - Sax：山本栃夫 | Endless… - Programming：工藤マサユキ - Steel Guitar：田村玄一 休日の過ごし方 - Programming：宮崎泉 - Keyboard：朝本浩文 - Chorus, Percussion：平ヶ倉良枝 - Guitar：藤原ヒロシ 君に届くかな？ - Programming：OTO - Guitar：飯塚昌明 - Ebby Metal Shaker：EBBY - Conga, Surdo, Tamtam：岡部洋一 - Egg Maracas, One Dozen：篠田昌巳 - Surdo, Pandeiro：栗山豊二 - Agogo：大津哲二 - Repinique, Reco-reco：ヤヒロトモヒロ - Cavaquinho：秋岡欧 - Caxixi：小泉今日子 - Camereques：嶋田猿吉 - Videreque8：高橋雅人 風になりたい - Programming：宮崎泉 - Keyboard：朝本浩文 - Sax：藤井尚之 海を見ていた - Percussion：ASA-CHANG、幸田実、寺師徹、浦山秀彦、関口和之、張紅陽、小泉今日子、遠藤正則 - Ukulele：寺師徹、浦山秀彦、関口和之 - 大正琴, Charango：浦山秀彦 - Recorder：幸田実、張紅陽 - Marimba：張紅陽 - Bass：幸田実 - Keyboard：大徳俊幸 |

## OTO REMIX
| 全作詞: 小泉今日子、全作曲・編曲: OTO。 |                                        |            |            |      |
| #                                       | タイトル                               | 作詞       | 作曲・編曲 | 時間 |
| 1.                                      | 「AFROPIA」(Untouchable Mix)           | 小泉今日子 | OTO        | 5:09 |
| 2.                                      | 「AFROPIA」(Hoodist Dub Mix)           | 小泉今日子 | OTO        | 5:08 |
| 3.                                      | 「君に届くかな？」(Hoodist System Mix) | 小泉今日子 | OTO        | 5:44 |
| 4.                                      | 「君に届くかな？」(Echo Dub Mix)       | 小泉今日子 | OTO        | 5:36 |
| 合計時間:                               | 合計時間:                              | 21:37      |            |      |